# Arnaud Casquette
Arnaud Casquette (16 aprile 1978) è un ex lunghista mauriziano.

## Biografia
La prima partecipazione internazionale di Casquette si attesta ai Giochi olimpici di Atlanta 1996, facendo parte della staffetta veloce mauriziana in batteria. Successivamente si è specializzato principalmente nel salto in lungo gareggiando a partire dal 1999 nei principali circuiti internazionali, vincendo la medaglia d'argento individuale nel 2007 ai Giochi panafricani in Algeria. Nel 2005 è risultato positivo alla cannabis ed è stato squalificato per sei mesi dalle competizioni e privato della medaglia di bronzo vinta ai Giochi della Francofonia. Nel 2008 a causa di un infortunio ha terminato la sua carriera senza poter partecipare alla sua ultima Olimpiade a Pechino 2008 per cui si era qualificato.
Oltre al salto in lungo, di cui ha detenuto il record nazionale prima di essere sorpassato da Jonathan Chimier, Casquette ha preso parte anche alla staffetta veloce mauriziana con cui ha vinto alcune medaglie a livello regionale.

### Condanne
Nel 2016, Casquette è stato arrestato e conseguentemente condannato a nove mesi per una serie di furti a Quatre Bornes. Ha fatto seguito un terzo processo per furto occorso durante la libertà condizionata nel 2018.

## Palmarès
| Anno | Manifestazione                         | Sede         | Evento         | Risultato  | Prestazione | Note |
| ---- | -------------------------------------- | ------------ | -------------- | ---------- | ----------- | ---- |
| 1996 | Giochi olimpici                        | Atlanta      | 4×100 m        | Batteria   | 40"92       |      |
| 1999 | Giochi panafricani                     | Johannesburg | Salto in lungo | 4º         | 7,76 m      |      |
| 2000 | Campionati africani                    | Algeri       | Salto in lungo | 4º         | 7,87 m      |      |
| 2000 | Giochi olimpici                        | Sydney       | Salto in lungo | 35º (q)    | 7,57 m      |      |
| 2001 | Giochi della Francofonia               | Ottawa       | Salto in lungo | Argento    | 7,88 m      |      |
| 2001 | Giochi della Francofonia               | Ottawa       | 4×100 m        | Oro        | 39"04       |      |
| 2001 | Mondiali                               | Edmonton     | Salto in lungo | 24º (q)    | 7,40 m      |      |
| 2001 | Mondiali                               | Edmonton     | 4×100 m        | Semifinale | 39"25       |      |
| 2002 | Giochi del Commonwealth                | Manchester   | Salto in lungo | 7º         | 7,64 m      |      |
| 2002 | Campionati africani                    | Radès        | Salto in lungo | 6º         | 7,88 m      |      |
| 2002 | Campionati africani                    | Radès        | 4×100 m        | Bronzo     | 40"27       |      |
| 2003 | Giochi delle isole dell'Oceano Indiano | Moka         | Salto in lungo | Oro        | 7,85 m      |      |
| 2003 | Giochi panafricani                     | Abuja        | Salto in lungo | 7º         | 7,56 m      |      |
| 2004 | Campionati africani                    | Brazzaville  | Salto in lungo | 5º         | 7,65 m      |      |
| 2005 | Giochi della Francofonia               | Niamey       | Salto in lungo | dq         | dq          |      |
| 2006 | Campionati africani                    | Bambous      | Salto in lungo | 5º         | 7,74 m      |      |
| 2006 | Campionati africani                    | Bambous      | 4×100 m        | dnf        | dnf         |      |
| 2007 | Giochi delle isole dell'Oceano Indiano | Antananarivo | Salto in lungo | Argento    | 7,85 m      |      |
| 2007 | Giochi delle isole dell'Oceano Indiano | Antananarivo | 4×100 m        | Oro        | 39"51       |      |
| 2007 | Giochi panafricani                     | Algeri       | Salto in lungo | Argento    | 8,03 m      |      |
| 2007 | Mondiali                               | Osaka        | Salto in lungo | 13º (q)    | 7,93 m      |      |
| 2008 | Mondiali indoor                        | Siviglia     | Salto in lungo | 19º (q)    | 7,36 m      |      |
| 2008 | Giochi olimpici                        | Pechino      | Salto in lungo | dns        | dns         |      |